# Wallwitzburg

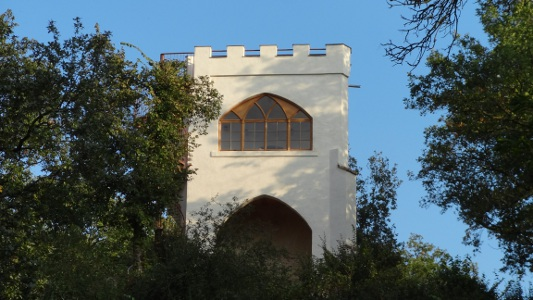
Die Wallwitzburg von der Elbseite aus gesehen, 2011

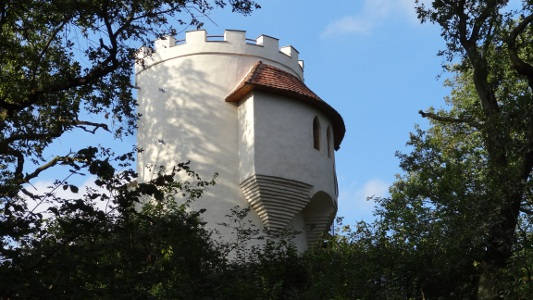
Die Wallwitzburg von der Parkseite aus gesehen, 2011

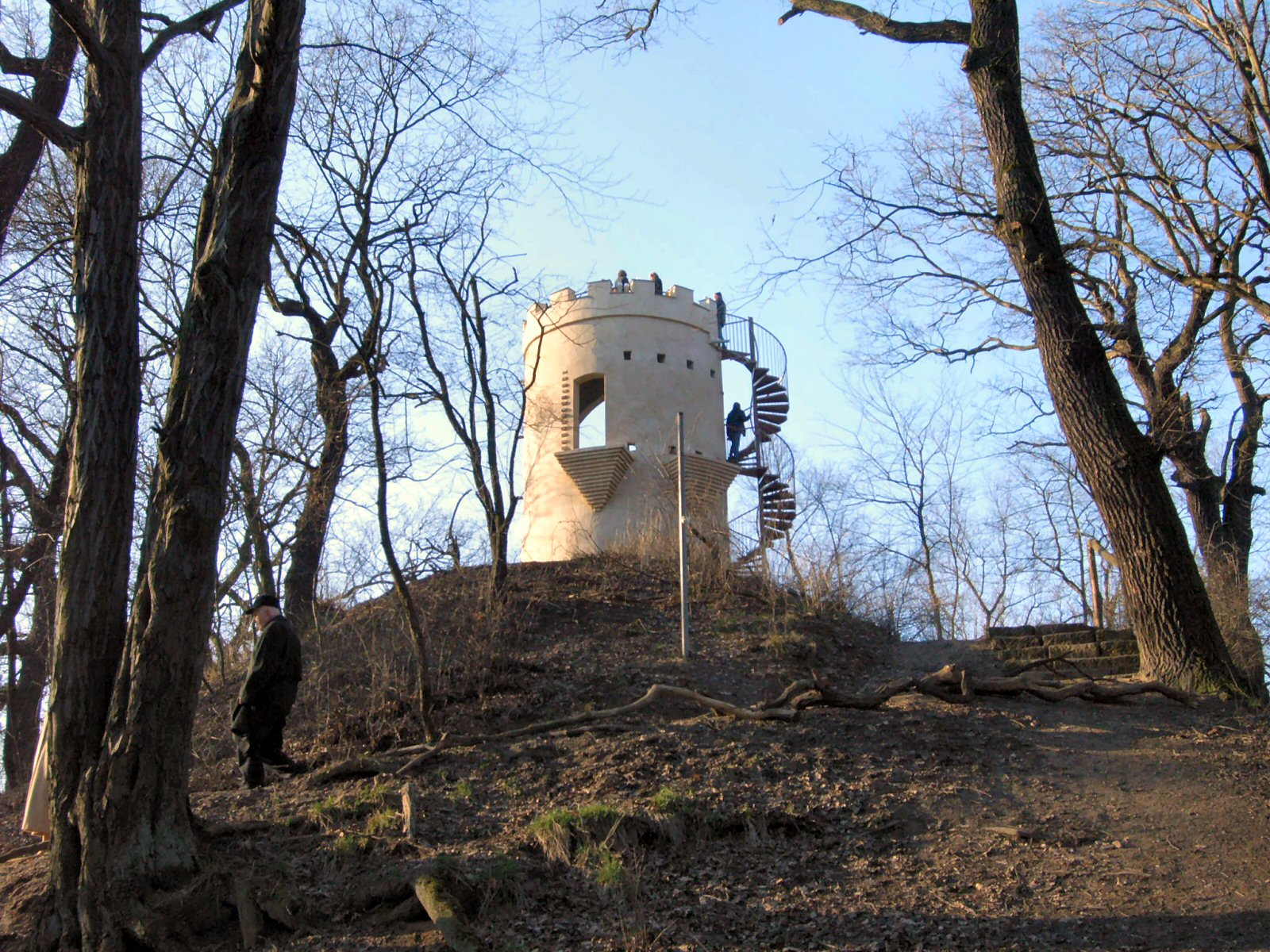
Die Wallwitzburg nach der Teilrekonstruktion, Februar 2007

Die Wallwitzburg ist eine gegen Ende des 18. Jahrhunderts errichtete Miniaturburg in Form eines mittelalterlichen Burgrests. Die künstliche Ruine liegt im Beckerbruch des Landschaftsparks Georgium im Dessau-Roßlauer Stadtteil Ziebigk.
Als Teil des Dessau-Wörlitzer Gartenreichs gehört das auf dem Wallwitzberg (etwa 75 m ü. NN) gelegene Denkmal zum UNESCO-Weltkulturerbe. Die Landmarke war einst insbesondere von der Elbe und von der Chaussee aus Richtung Roßlau sichtbar.

## Geschichte

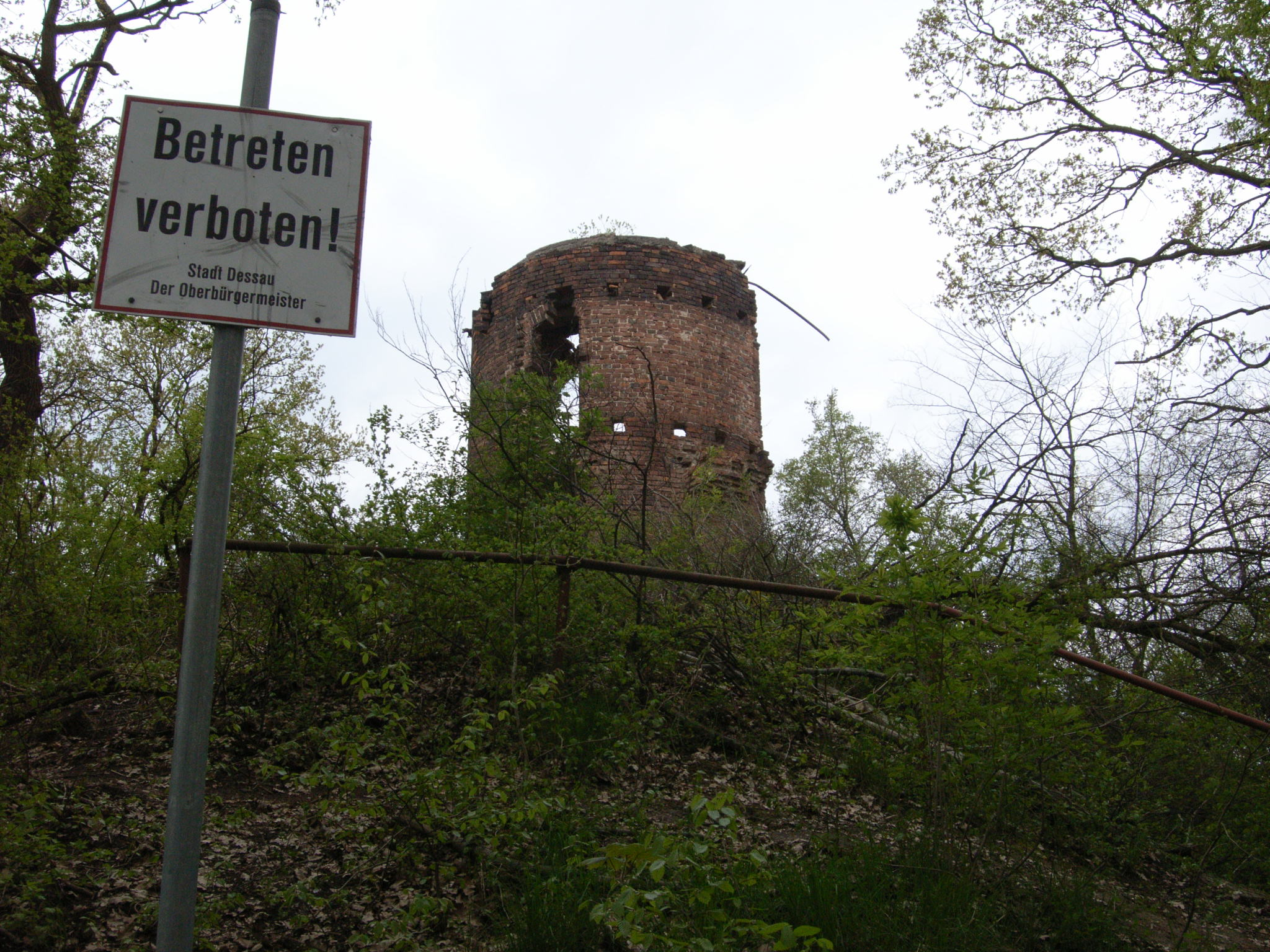
Die Wallwitzburg vor dem Wiederaufbau, 2005

Prinz Johann Georg von Anhalt-Dessau (1748–1811), der Bruder des Fürsten Franz, der weite Teile des Gartenreichs und die Wörlitzer Anlagen schuf, ließ die Wallwitzburg zwischen 1796 und 1800 errichten. Namengebend war das Adelsgeschlecht derer von Wallwitz, die dieses Gebiet bis ins 16. Jahrhundert besaßen.
Seit 1908 ist die Plattform nach Eröffnung durch den regierenden Fürsten besteigbar.
Das teilrekonstruierte Gebäude, ursprünglich ein Turm mit angebautem „Burgrest“, sollte die Ruine einer mittelalterlichen Burg darstellen. Es wurde aus romantischer Motivation erbaut sowie als Ausflugsziel. Das Ziegelmauerwerk des turmartigen neugotischen Gebäudes war ursprünglich verputzt. Der Turm diente als Aussichtsturm. Das Gebäude war als Landmarke von weither sichtbar. Ende des Zweiten Weltkriegs wurde ein Teil des Gebäudes, insbesondere der Erker und das Turmzimmer durch Artilleriebeschuss und Brandstiftung zerstört. In den Nachfolgejahren nutzten die Dessauer das Gebäude als Steinbruch. 1952 stand der Treppenturm noch und wurde bis 1954 abgetragen und ein Notdach aus Beton wurde auf das Hauptgebäude gesetzt. In der DDR zerfiel die Anlage weiter und wurde unter anderem zum Bergsteigen genutzt. In den 1990er Jahren machte Vandalismus dem Gelände zu schaffen. Die Sichtachsen wuchsen zu.

## Rekonstruktion

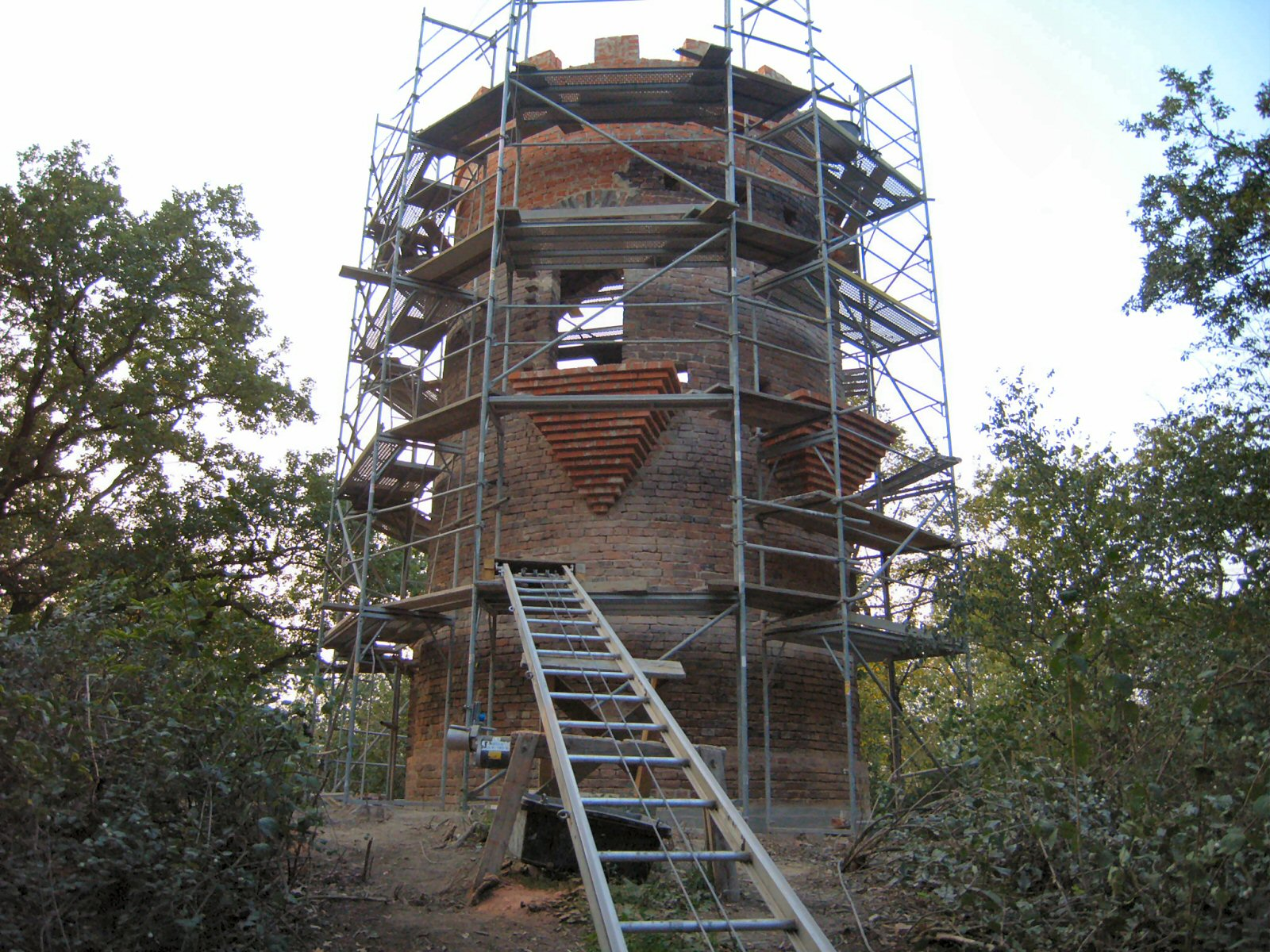
Der Wiederaufbau, 2006

Erste Wiederaufbaubestrebungen gingen 1997 von Gerd Förster aus, der als Professor eine Studentenarbeit über die Wallwitzburg verfassen ließ und diese dem verantwortlichen Umweltamt Dessau zur Verfügung stellte.
Seit Anfang 2005 gibt es Bestrebungen, das Gebäude wieder in seinen ursprünglichen Zustand zu versetzen. Eine Initiativgruppe unter Leitung des Dessauers Martin Förster kümmert sich um die Burg und das Gelände, die 2006 in dem gemeinnützigen Verein Wallwitzburg Dessau e. V. aufging. Daraufhin hat die Stadt Dessau die Ruine mit europäischen Fördermitteln gesichert und vorübergehend durch einen Stahlturm wieder begehbar gemacht. Die Wallwitzburg wird weiter durch Spenden aufgebaut. Verschiedene Veranstaltungen rund um die Burg sollen zur Finanzierung der Rekonstruktion beitragen. 
Erster sichtbarer Erfolg für den Verein, der seit 2009 Pächter des Gebäudes ist, war das Wiederaufstellen einer historischen Sandsteinurne 2008. Der nächste Teilschritt war der Einbau von Erker und Burgzimmer sowie die Fertigung des neugotischen Fensters, finanziert durch Spenden und Eigenleistung des Vereins, sowie einer Förderung durch Lotto Sachsen-Anhalt. Diese Baumaßnahme wurde am 10. September 2011 mit einer Einweihungsfeier beendet. Das Turmzimmer kann nun für Veranstaltungen genutzt werden und wird ehrenamtlich durch den Verein geöffnet, es kann besichtigt und die Aussichtsplattform gegen geringes Entgelt bestiegen werden. Der Verein informiert zur Geschichte und Zukunft der Wallwitzburg.
Seit Juli 2024 hat die Rekonstruktion des neugotischen Treppenturmes begonnen, welcher auf dem historischen Fundament ruhen soll. Für das Mauerwerk wurden Segmentbogenziegel nach Maß in Ostpolen angefertigt. Geborgene historische Ziegel sollen auch verwendet werden. Die historischen Sandsteinstufen, die zum Eingang des Turmes führen wurden am Abhang geborgen und werden an historischer Stelle wieder eingebaut. Diese Maßnahme zur Vervollständigung des historischen Erscheinungsbildes des Gebäudes wird durch Lotto Sachsen-Anhalt gefördert und soll im Dezember 2025 abgeschlossen sein.
Derzeit ist die Baumaßnahme auf unbestimmte Zeit unterbrochen. Aufgrund einer beantragten, aber nicht genehmigten Wiederinbetriebnahme einer alten Wasserleitung durch den Verein wurde seitens der Stadtverwaltung der Pachtvertrag zwischen Verein und Eigentümer gekündigt.

## Ausblick
Die Wallwitzburg soll gemäß Satzung des Wallwitzburg Dessau e. V. in ihrem äußeren Erscheinungsbild im Zustand vor der Zerstörung 1945 rekonstruiert werden, während sie im Inneren moderne Elemente erhalten soll. Der Verein finanzierte die nötigen Vorplanungen mithilfe von Spenden.
Bereits genehmigte oder angedachte Vorhaben sind:
- Rekonstruktion des historischen Treppenturms
- Genehmigung der Inbetriebnahme einer Zapfstelle und eines Trinkbrunnes an der instandgesetzten Trinkwasser-Leitung, insbesondere für die Versorgung der Schafe, welche Deiche und Grünflächen im Bereich Wallwitzburg pflegen.
- Lösungsfindung für eine Möglichkeit zur Notdurftverrichtung für Besucher
- Temperierung des Gebäudes zum Verhindern von Frostschäden, zum vorübergehenden Aufenthalt von Besuchern und Vereinsmitgliedern
- Stromversorgung durch erneuerbare Energien auf dem Vereinsgelände
- Denkmalverträgliche energetische Sanierung des Gebäudes